# Nekrolog 1. Quartal 1972
Nekrolog
◄◄
| ◄
| 1968
| 1969
| 1970
| 1971
| 1972 | 1973 | 1974 | 1975 | 1976 | ► | ►►
1. Quartal |
2. Quartal |
3. Quartal |
4. Quartal 1972
Weitere Ereignisse | Allgemeiner Nekrolog 1972
Die Beschreibung der verstorbenen Person sollte so kurz wie möglich gehalten sein und nur deren signifikante Tätigkeit(en) enthalten.
Neue Namen ggf. auch unter dem Geburts- und Sterbedatum, also etwa unter 1. Januar und im Geburts- und Sterbejahr (2024) eintragen (nur bei entsprechender großer Wichtigkeit). Für Beispiele siehe die schon vorhandenen Artikel.
Außerdem über die fünf zuletzt Verstorbenen, zu denen es einen ausreichend guten Artikel für eine Präsentation auf der Hauptseite gibt, nach der todesbedingten Überarbeitung der Artikel ggf. auch unter Wikipedia Diskussion:Hauptseite informieren und sie am besten auch in den anderen Wikipedia-Sprachversionen eintragen. Tipp: Regelmäßig bei news.google.de nach „ist tot“, „gestorben“ oder „verstorben“ suchen.
Wenn eine Person gestorben ist, gibt es viele Seiten zu dieser Person in der Wikipedia, die davon auch betroffen sind und entsprechend aktualisiert werden müssen. Beispiele: Namenübersichtsseite, Geburtsjahr, Geburtsort-Seiten und viele mehr.
Wie finde ich die betroffenen Seiten?
Im Suchfeld auf der linken Seite gibt man den Suchbegriff so ein: „Vorname Nachname“. Dann klickt man auf Volltext und alle Seiten mit entsprechendem Suchtext werden aufgerufen. Hier sieht man dann schnell, wo auch das Todesjahr Sinn macht oder sogar ein Teil des Artikels angepasst werden muss. Auch hilft das „Werkzeug“ auf der linken Seite sehr gut, um solche Seiten aufzufinden: „Links auf diese Seite“. Somit ist die Wikipedia wieder aktuell in allen Bereichen! Hinweis: bei Eintragung der Kategorie „Gestorben JAHR“ wird der Missbrauchsfilter 49 ausgelöst, was jedoch nicht schlimm ist. Siehe: Spezial:Missbrauchsfilter/49
Dies ist eine Liste von im ersten Quartal 1972 verstorbenen bekannten Persönlichkeiten. Die Einträge erfolgen innerhalb der einzelnen Daten alphabetisch sortiert. Tiere sind im Nekrolog für Tiere zu finden.

## Januar
| Tag        | Name                                    | Beruf, bekannt als                                                                                              | Alter | Beleg |
| ---------- | --------------------------------------- | --- | ----- | ----- |
| 1. Januar  | Saro Arcidiacono                        | italienischer Schauspieler                                                                                      | 85    |       |
| 1. Januar  | Johann Becker                           | deutscher Arbeiter und Kommunist                                                                                | 69    |       |
| 1. Januar  | Hermann Friedrich Bruhn                 | deutscher Bauunternehmer                                                                                        | 40    |       |
| 1. Januar  | Maurice Chevalier                       | französischer Schauspieler und Chansonsänger                                                                    | 83    |       |
| 1. Januar  | Ernst Kaiser                            | österreichischer Autor und Übersetzer                                                                           | 60    |       |
| 1. Januar  | Pietro Linari                           | italienischer Radrennfahrer                                                                                     | 75    |       |
| 1. Januar  | Maximos V.                              | orthodoxer Bischof; Patriarch von Konstantinopel                                                                | 74    |       |
| 1. Januar  | Jane Morgan                             | US-amerikanische Schauspielerin, Sängerin und Musikerin walisischer Abstimmung                                  | 91    |       |
| 1. Januar  | Eberhard Wolfgang Möller                | deutscher Schriftsteller und Dramatiker                                                                         | 65    |       |
| 1. Januar  | August Vordemfelde                      | deutscher Politiker (DNVP), MdR                                                                                 | 91    |       |
| 2. Januar  | Gale Benson                             | britisches Model; Mordopfer von Michael X                                                                       | 27    |       |
| 2. Januar  | Lillian Evelyn Gilbreth                 | erste US-amerikanische Ingenieurin mit Grad PhD                                                                 | 93    |       |
| 2. Januar  | Karl Overbeck                           | deutscher Verwaltungsjurist und Diplomat                                                                        | 62    |       |
| 2. Januar  | Mauro Scoccimarro                       | italienischer Politiker, Senator und Minister                                                                   | 76    |       |
| 2. Januar  | Nelly Thüring                           | schwedische Politikerin und Frauenrechtlerin                                                                    | 96    |       |
| 02. Januar | Henry Theodore Wade-Gery                | britischer Klassischer Philologe                                                                                | 83    |       |
| 3. Januar  | Józef Huczek                            | polnischer Skispringer                                                                                          | 35    |       |
| 3. Januar  | Frans Masereel                          | belgischer Maler                                                                                                | 82    |       |
| 3. Januar  | Iwan Wassiljewitsch Ostoslawski         | russischer Aerodynamiker und Hochschullehrer                                                                    | 67    |       |
| 3. Januar  | Hans Rupprich                           | österreichischer Literaturwissenschaftler                                                                       | 73    |       |
| 3. Januar  | Elisabeth Schiemann                     | deutsche Botanikerin                                                                                            | 90    |       |
| 3. Januar  | Władysław Ślebodziński                  | polnischer Mathematiker                                                                                         | 87    |       |
| 3. Januar  | Douglas Thomson, 2. Baronet             | schottischer Politiker (Unionist Party), Mitglied des House of Commons                                          | 66    |       |
| 3. Januar  | Charles Edward Wilson                   | US-amerikanischer Geschäftsmann und Politiker                                                                   | 85    |       |
| 4. Januar  | Eduard Bernoth                          | deutscher Politiker (CDU)                                                                                       | 79    |       |
| 4. Januar  | Herman Flesche                          | deutscher Architekt, Maler, Kunsthistoriker und Schriftsteller                                                  | 85    |       |
| 4. Januar  | James Earl Major                        | US-amerikanischer Jurist und Politiker                                                                          | 84    |       |
| 4. Januar  | Willi May                               | deutscher Fußballspieler                                                                                        | 60    |       |
| 4. Januar  | Hermann Ferdinand Schell                | Schweizer Schriftsteller                                                                                        | 71    |       |
| 4. Januar  | Gerald Wellesley, 7. Duke of Wellington | britischer Diplomat                                                                                             | 86    |       |
| 5. Januar  | Tevfik Rüştü Aras                       | türkischer Politiker, Diplomat und Täter im Völkermord an den Armeniern                                         |       |       |
| 5. Januar  | Jacob Flesch                            | deutscher Rechtsanwalt und Notar                                                                                | 86    |       |
| 5. Januar  | Erik Frank                              | finnischer Radrennfahrer                                                                                        | 72    |       |
| 5. Januar  | Ernst Grünthal                          | deutsch-schweizerischer Psychiater und Neurologe                                                                | 77    |       |
| 6. Januar  | Walther von Axthelm                     | deutscher General der Flakartillerie im Zweiten Weltkrieg                                                       | 78    |       |
| 6. Januar  | Chen Yi                                 | chinesischer Armeeführer und Politiker                                                                          | 70    |       |
| 6. Januar  | Maria Dahl                              | deutsche Zoologin                                                                                               | 99    |       |
| 6. Januar  | Emil Hauck                              | österreichischer Kynologe                                                                                       | 92    |       |
| 6. Januar  | Karl Michael Knittel senior             | deutscher Werbefachmann                                                                                         | 67    |       |
| 6. Januar  | Walter Neuweiler                        | Schweizer Arzt                                                                                                  | 73    |       |
| 6. Januar  | Heinrich Rupp                           | deutscher Politiker (SPD), MdL                                                                                  | 83    |       |
| 6. Januar  | Xavier Vallat                           | französischer Anwalt, Journalist und Politiker der extremen Rechten, Mitglied der Nationalversammlung           | 80    |       |
| 6. Januar  | Richard Winkler                         | deutscher Unternehmer                                                                                           | 73    |       |
| 7. Januar  | John Berryman                           | US-amerikanischer Dichter und Hochschullehrer                                                                   | 57    |       |
| 7. Januar  | Emma P. Carr                            | US-amerikanische Chemikerin und Spektroskopikerin                                                               | 91    |       |
| 7. Januar  | Telmo García                            | spanischer Radrennfahrer                                                                                        | 65    |       |
| 7. Januar  | Paul Humbert                            | Schweizer evangelischer Theologe, Hochschullehrer und Bibliothekar                                              | 86    |       |
| 7. Januar  | Bodil Koch                              | dänische Politikerin und Abgeordnete der Sozialdemokratischen Partei im dänischen Parlament Folketinget (194... | 68    |       |
| 7. Januar  | Jacob Mangers                           | luxemburgischer Geistlicher, Oberhirte der katholischen Kirche in Norwegen (1932–1954)                          | 82    |       |
| 7. Januar  | Emil Michel                             | deutscher Politiker (SPD), MdL                                                                                  | 80    |       |
| 7. Januar  | Eftychia Papagiannopoulou               | griechische Liedertexterin und Lyrikerin                                                                        | ≈79   |       |
| 7. Januar  | Giovanni Titta Rosa                     | italienischer Schriftsteller und Literaturkritiker                                                              | 80    |       |
| 7. Januar  | Hans Wocke                              | deutscher Opernsänger (Bariton) und Schauspieler                                                                |       |       |
| 8. Januar  | Hubert Beck                             | deutscher Bauingenieur                                                                                          | 45    |       |
| 8. Januar  | Carl Esser                              | deutscher Politiker (CDU)                                                                                       | 70    |       |
| 8. Januar  | Karl Knoch                              | deutscher Klimatologe                                                                                           | 88    |       |
| 8. Januar  | Paul Nettl                              | österreichisch-amerikanischer Musikwissenschaftler                                                              | 82    |       |
| 8. Januar  | Carl Ottosen                            | dänischer Schauspieler, Regisseur, Drehbuchautor und Synchronsprecher                                           | 53    |       |
| 8. Januar  | Kenneth Patchen                         | US-amerikanischer Dichter, Schriftsteller und Maler                                                             | 60    |       |
| 8. Januar  | Fritz Prestien                          | deutscher Fliegergeneral                                                                                        | 84    |       |
| 8. Januar  | Otto Röhr                               | deutscher Leichtathlet                                                                                          | 80    |       |
| 8. Januar  | Wesley Ruggles                          | US-amerikanischer Filmregisseur, Filmproduzent und Schauspieler                                                 | 82    |       |
| 8. Januar  | Paul Salitter                           | deutscher Polizeibeamter                                                                                        | 73    |       |
| 8. Januar  | Ján Ursíny                              | tschechoslowakischer und slowakischer Politiker der Agrarierpartei                                              | 75    |       |
| 9. Januar  | Chanoch Albeck                          | jüdischer Gelehrter                                                                                             | 81    |       |
| 9. Januar  | Ernest Bacon                            | englischer Fußballspieler                                                                                       | 75    |       |
| 9. Januar  | Gottlob Espenlaub                       | deutscher Flieger und Flugzeugkonstrukteur                                                                      | 71    |       |
| 9. Januar  | Walter Faßbender                        | deutscher Versicherungsunternehmer                                                                              |       |       |
| 9. Januar  | Helga Frier                             | dänische Schauspielerin                                                                                         | 78    |       |
| 9. Januar  | Georg Hartmann                          | deutscher Opernregisseur und Intendant                                                                          | 80    |       |
| 9. Januar  | Liang Sicheng                           | chinesischer Architekt                                                                                          | 70    |       |
| 9. Januar  | Olga Waldschmidt                        | deutsche Bildhauerin                                                                                            | 73    |       |
| 10. Januar | Sverre Jordan                           | norwegischer Komponist und Pianist                                                                              | 82    |       |
| 10. Januar | Georg Rendl                             | österreichischer Schriftsteller                                                                                 | 68    |       |
| 11. Januar | Padraic Colum                           | irischer Schriftsteller                                                                                         | 90    |       |
| 11. Januar | Herb Gardiner                           | kanadischer Eishockeyspieler                                                                                    | 80    |       |
| 11. Januar | Fritz Horn                              | deutscher Schiffbauingenieur und Professor                                                                      | 91    |       |
| 11. Januar | Hans Horstmann                          | deutscher Militär und Kriegsverbrecher                                                                          | 86    |       |
| 11. Januar | Willi Koops                             | deutscher Politiker (CDU), MdB                                                                                  | 75    |       |
| 11. Januar | Alphonse Van Mele                       | belgischer Turner                                                                                               | 80    |       |
| 12. Januar | František Čáp                           | tschechoslowakischer Regisseur                                                                                  | 58    |       |
| 12. Januar | Dora Kaiser                             | österreichische Schauspielerin                                                                                  | 79    |       |
| 12. Januar | Henri Christiaan Pieck                  | niederländischer Theologe, Friedensaktivist, Publizist                                                          | 76    |       |
| 13. Januar | Artur Bär                               | deutscher Maler, Gebrauchsgrafiker, Radierer und Illustrator                                                    | 87    |       |
| 13. Januar | Friedrich Hüffmeier                     | deutscher Marineoffizier                                                                                        | 73    |       |
| 13. Januar | Johann Klinkner                         | deutscher Bergarbeiter und Politiker (CDU)                                                                      | 82    |       |
| 13. Januar | Hermann Teuchert                        | deutscher Germanist und Dialektologe                                                                            | 91    |       |
| 13. Januar | Wladimir Trandafilow                    | bulgarischer Filmregisseur                                                                                      | 74    |       |
| 14. Januar | Anna Maria Achenrainer                  | österreichische Schriftstellerin                                                                                | 62    |       |
| 14. Januar | Horst Assmy                             | deutscher Fußballspieler                                                                                        | 38    |       |
| 14. Januar | André Defoort                           | belgischer Radrennfahrer                                                                                        | 57    |       |
| 14. Januar | Frederik IX.                            | König von Dänemark                                                                                              | 72    |       |
| 14. Januar | Jürgen Hainz                            | deutsches Todesopfer an der innerdeutschen Grenze                                                               | 21    |       |
| 14. Januar | Walter Kunze                            | deutscher Politiker (DDP, CDU); MdA                                                                             | 87    |       |
| 15. Januar | Karl Bernard                            | deutscher Ministerialbeamter und Bankmanager                                                                    | 81    |       |
| 15. Januar | Artur Schmitt                           | deutscher Militär, Generalleutnant der Wehrmacht, Politiker (NPD), MdL                                          | 83    |       |
| 16. Januar | Teller Ammons                           | US-amerikanischer Politiker                                                                                     | 76    |       |
| 16. Januar | Ross Bagdasarian                        | US-amerikanischer Sänger und Songschreiber                                                                      | 52    |       |
| 16. Januar | Hans Langelütke                         | deutscher Wirtschaftswissenschaftler                                                                            | 79    |       |
| 16. Januar | Gregorio Modrego y Casaus               | spanischer Geistlicher, römisch-katholischer Erzbischof von Barcelona                                           | 81    |       |
| 16. Januar | Nicolas Rashevsky                       | russisch-US-amerikanischer Biomathematiker                                                                      | 72    |       |
| 17. Januar | Mario Baffico                           | italienischer Filmregisseur, Filmproduzent und Drehbuchautor                                                    | 64    |       |
| 17. Januar | Alfred Bernstein                        | deutscher Fußballspieler                                                                                        | 74    |       |
| 17. Januar | Curt Bondy                              | deutscher Psychologe und Sozialforscher                                                                         | 77    |       |
| 17. Januar | Karl Gaul                               | deutscher Pädagoge und Politiker (DDP, LDP, FDP), MdL, MdB                                                      | 82    |       |
| 17. Januar | Grit Hegesa                             | deutsche Tänzerin und Stummfilmschauspielerin                                                                   | 80    |       |
| 17. Januar | Edmund Herold                           | deutscher Pfarrer, Heimatdichter und Imker                                                                      | 71    |       |
| 17. Januar | Rochelle Hudson                         | US-amerikanische Schauspielerin                                                                                 | 55    |       |
| 17. Januar | Alojz Klančnik                          | jugoslawischer Skilangläufer                                                                                    | 59    |       |
| 17. Januar | Gottfried Kricker                       | deutscher Philologe und Bibliothekar                                                                            | 85    |       |
| 17. Januar | Harold Lovre                            | US-amerikanischer Politiker                                                                                     | 67    |       |
| 17. Januar | Konrad Meyer                            | deutscher Politiker (CDU), MdL                                                                                  | 70    |       |
| 17. Januar | August Schmidt                          | deutscher Offizier, zuletzt Generalleutnant im Zweiten Weltkrieg                                                | 79    |       |
| 17. Januar | Betty Smith                             | US-amerikanische Schriftstellerin                                                                               | 75    |       |
| 17. Januar | Marta Staņa                             | lettisch-sowjetische Architektin und Hochschullehrerin                                                          | 58    |       |
| 18. Januar | Will Burtin                             | US-amerikanischer Grafikdesigner                                                                                | 64    |       |
| 18. Januar | Harry Colley                            | irischer Politiker                                                                                              | 80    |       |
| 18. Januar | Aime Forand                             | US-amerikanischer Politiker                                                                                     | 76    |       |
| 18. Januar | Emil Fröschels                          | österreichischer Facharzt für Sprach- und Stimmheilkunde                                                        | 87    |       |
| 18. Januar | Kurt Lindow                             | deutscher SS-Führer und Polizist                                                                                | 68    |       |
| 18. Januar | Hans Lüdecke                            | deutscher Pflanzenbauwissenschaftler                                                                            | 75    |       |
| 18. Januar | Jacques Majerus                         | luxemburgischer Radrennfahrer                                                                                   | 55    |       |
| 18. Januar | Lutz Meier                              | deutsches Opfer der innerdeutschen Grenze                                                                       | 23    |       |
| 18. Januar | Clara Reyersbach                        | deutsch-britische Journalistin und Redaktionsleiterin                                                           | 74    |       |
| 18. Januar | Martin Stohler                          | Schweizer Lehrer, Rektor und Politiker                                                                          |       |       |
| 18. Januar | Bohumil Turek                           | tschechoslowakischer Motorrad- und Autorennfahrer                                                               | 70    |       |
| 19. Januar | Billy Bartholomew                       | britischer Jazz- und Unterhaltungsmusiker                                                                       | 70    |       |
| 19. Januar | Muhammad Daoud                          | jordanischer Politiker und Brigadegeneral                                                                       |       |       |
| 19. Januar | Margarete Fischer-Bosch                 | deutsche Politikerin (DVP, FDP), MdL                                                                            | 83    |       |
| 19. Januar | Richard Fraser                          | britisch-amerikanischer Schauspieler                                                                            | 58    |       |
| 19. Januar | Rudolf Gelpke                           | Schweizer Islamwissenschaftler und Drogenforscher                                                               | 43    |       |
| 19. Januar | Olga Meyer                              | Schweizer Schriftstellerin und Journalistin                                                                     | 82    |       |
| 19. Januar | Arturo Moroni                           | italienischer Ruderer                                                                                           | 67    |       |
| 19. Januar | Michael Rabin                           | US-amerikanischer Violinist                                                                                     | 35    |       |
| 20. Januar | André Bervil                            | französischer Schauspieler                                                                                      | 66    |       |
| 20. Januar | Jean Casadesus                          | französischer Pianist, Musikpädagoge und Komponist                                                              | 44    |       |
| 20. Januar | Paul Feldkeller                         | deutscher Philosoph und Psychologe                                                                              | 82    |       |
| 20. Januar | Fritz Huxel                             | deutscher Weingutsbesitzer, Rebpionier                                                                          | 79    |       |
| 20. Januar | Herbert Ohly                            | deutscher Jurist und Bürgermeister von Erlangen                                                                 | 70    |       |
| 20. Januar | Paul Émile Pissarro                     | französischer Maler des Impressionismus und des Neoimpressionismus                                              | 87    |       |
| 20. Januar | Hans Joachim Tholuck                    | deutscher Schulzahnarzt                                                                                         | 83    |       |
| 20. Januar | Magdalene von Waldthausen               | deutsche evangelische Frauenhelferin und Politikerin (CDU), MdL                                                 | 85    |       |
| 20. Januar | Ernst Weißelberg                        | deutscher Politiker, Oberbürgermeister von Siegen (1946–1948)                                                   | 88    |       |
| 21. Januar | Wilhelm Armbrecht                       | deutscher Politiker (SPD), MdL                                                                                  | 73    |       |
| 21. Januar | Ernst Bartl                             | deutscher Heimatpfleger und Bundesvorstand der Eghalanda Gmoi, ehemals Stadtrat, Ratsherr und Bürgermeister ... | 72    |       |
| 21. Januar | Horst Kullack                           | deutsches Todesopfer der Berliner Mauer                                                                         | 23    |       |
| 21. Januar | Oliver Lyttelton, 1. Viscount Chandos   | britischer Geschäftsmann und Politiker, Mitglied des House of Commons                                           | 78    |       |
| 21. Januar | Josef Marxer                            | liechtensteinischer Landwirt und Politiker (VP, später VU)                                                      | 82    |       |
| 21. Januar | Gerardo Valencia Cano                   | kolumbianischer römisch-katholischer Ordensgeistlicher                                                          | 54    |       |
| 22. Januar | Kurt Bingler                            | deutscher Sanitätsoffizier                                                                                      | 83    |       |
| 22. Januar | Alec Coppel                             | australischer Drehbuchautor, Schriftsteller und Dramaturg                                                       | 64    |       |
| 22. Januar | Miguel Gustavo                          | brasilianischer Autor, Journalist und Komponist                                                                 | 49    |       |
| 22. Januar | Reginald Le May                         | britischer Kunsthistoriker                                                                                      |       |       |
| 22. Januar | Karel Skoupý                            | tschechischer Geistlicher und Bischof von Brünn                                                                 | 85    |       |
| 22. Januar | Maximilian Steenberghe                  | niederländischer Politiker                                                                                      | 72    |       |
| 22. Januar | Martin Unrein                           | deutscher Offizier, zuletzt Generalleutnant im Zweiten Weltkrieg                                                | 71    |       |
| 22. Januar | Max Zimmermann                          | deutscher Politiker                                                                                             | 71    |       |
| 23. Januar | Maxwell Armfield                        | britischer Maler                                                                                                | 89    |       |
| 23. Januar | Big Maybelle                            | US-amerikanische R&B-Sängerin                                                                                   | 47    |       |
| 23. Januar | Erich Lachmann                          | deutscher SS-Scharführer im Vernichtungslager Sobibor                                                           | 62    |       |
| 23. Januar | Clawson Roop                            | US-amerikanischer Politiker, Manager und Offizier                                                               | 83    |       |
| 23. Januar | T. Texas Tyler                          | US-amerikanischer Sänger                                                                                        | 55    |       |
| 23. Januar | Henning Waldenström                     | schwedischer Orthopäde                                                                                          | 94    |       |
| 23. Januar | Ludwig Wittmann                         | deutscher Politiker (KPD), MdL                                                                                  | 73    |       |
| 24. Januar | Gene Austin                             | US-amerikanischer Sänger und Songwriter                                                                         | 71    |       |
| 24. Januar | Gyula Bóbis                             | ungarischer Ringer                                                                                              | 62    |       |
| 24. Januar | Jerome Cowan                            | US-amerikanischer Schauspieler                                                                                  | 74    |       |
| 24. Januar | Karl Kurzmayer                          | österreichischer Kameramann                                                                                     | 70    |       |
| 24. Januar | Robert Neufang                          | deutscher Politiker (KP)                                                                                        | 71    |       |
| 24. Januar | Cai Schaffalitzky de Muckadell          | dänischer Seeoffizier und Autorl                                                                                | 94    |       |
| 24. Januar | Hans-Ulrich von Schweinitz              | deutscher Diplomat                                                                                              | 63    |       |
| 24. Januar | Max Seeburg                             | deutscher Fußballspieler                                                                                        | 87    |       |
| 25. Januar | Sophia Antoniadis                       | griechische Neogräzistin                                                                                        | 76    |       |
| 25. Januar | Cornelis Frans Adolf van Dam            | niederländischer Romanist und Hispanist                                                                         | 72    |       |
| 25. Januar | Edgar Facó                              | brasilianischer General                                                                                         | 89    |       |
| 25. Januar | Carl Hayden                             | US-amerikanischer Politiker (Demokratische Partei)                                                              | 94    |       |
| 25. Januar | Erich Manegold                          | deutscher Chemiker                                                                                              | 76    |       |
| 25. Januar | Erhard Milch                            | deutscher Offizier, zuletzt Generalfeldmarschall im Dritten Reich                                               | 79    |       |
| 25. Januar | Hermann Scheler                         | deutscher marxistischer Philosoph                                                                               | 60    |       |
| 25. Januar | Ludwig Tügel                            | deutscher Schriftsteller                                                                                        | 82    |       |
| 26. Januar | Esther Carena                           | deutsche Schauspielerin und Kostümbildnerin                                                                     | 82    |       |
| 26. Januar | Arthur Fulton                           | britischer Sportschütze                                                                                         | 84    |       |
| 26. Januar | Karl Hagemann                           | deutscher Verlagsleiter und Politiker (SED), stellvertretender Kulturminister der DDR                           | 80    |       |
| 26. Januar | Adolf Hartmann                          | deutscher Maler                                                                                                 | 72    |       |
| 26. Januar | Edgar Stern-Rubarth                     | deutscher Journalist und Publizist                                                                              | 88    |       |
| 26. Januar | Béla Uitz                               | ungarischer Maler                                                                                               | 84    |       |
| 26. Januar | Fred Wolcott                            | US-amerikanischer Hürdenläufer                                                                                  | 56    |       |
| 27. Januar | Elisabeth Blochmann                     | deutsche Pädagogin und Philosophin                                                                              | 79    |       |
| 27. Januar | Richard Courant                         | deutschamerikanischer Mathematiker                                                                              | 84    |       |
| 27. Januar | E. S. Drower                            | britische Kulturanthropologin, Orientalistin und Romanautorin                                                   | 92    |       |
| 27. Januar | Herbert Hübner                          | deutscher Schauspieler                                                                                          | 82    |       |
| 27. Januar | Mahalia Jackson                         | US-amerikanische Gospelsängerin                                                                                 | 60    |       |
| 27. Januar | Jasper Knight                           | britischer Manager                                                                                              | 62    |       |
| 27. Januar | Georg Köhler                            | deutscher Fußballspieler                                                                                        | 71    |       |
| 27. Januar | Paul Schürholz                          | deutscher Politiker (Zentrum, NSDAP, CDU), Bürgermeister von Dorsten                                            |       |       |
| 27. Januar | Hans Wolf                               | österreichischer Maler                                                                                          | 50    |       |
| 27. Januar | Marie (Miriam) Zweig                    | deutsche Pianistin                                                                                              | 78    |       |
| 28. Januar | Carl Anders                             | deutscher Offizier, Generalmajor der Wehrmacht im Zweiten Weltkrieg                                             | 78    |       |
| 28. Januar | Fritz Apelt                             | deutscher Politiker (SED) und Chefredakteur                                                                     | 78    |       |
| 28. Januar | Dino Buzzati                            | italienischer Schriftsteller                                                                                    | 65    |       |
| 28. Januar | Boris Samoilowitsch Jampolski           | sowjetischer Journalist und Schriftsteller                                                                      | 59    |       |
| 28. Januar | Alexei Wladimirowitsch Nikantschikow    | sowjetischer Degenfechter                                                                                       | 31    |       |
| 28. Januar | Karl Wittmaack                          | deutscher Hals-Nasen-Ohren-Arzt und Medizinprofessor in Greifswald, Jena und Hamburg                            | 96    |       |
| 28. Januar | Adolf Ziegler                           | Landtagsabgeordneter Volksstaat Hessen                                                                          | 77    |       |
| 30. Januar | John Banting                            | britischer Maler, Grafiker und Schriftsteller des Surrealismus                                                  | 69    |       |
| 30. Januar | Heinrich Bennecke                       | deutscher Politiker (NSDAP), MdR, SA-Führer und Historiker                                                      | 69    |       |
| 30. Januar | Karel Boleslav Jirák                    | tschechischer Komponist und Professor                                                                           | 81    |       |
| 30. Januar | Gladys Merredew                         | britische Schauspielerin und Sängerin                                                                           | 67    |       |
| 30. Januar | Pavel Roman                             | tschechischer Eiskunstläufer                                                                                    | 29    |       |
| 30. Januar | Georg Türke                             | deutscher Bildhauer                                                                                             | 87    |       |
| 31. Januar | Viktoras Abramikas                      | litauischer Fußballspieler                                                                                      | 63    |       |
| 31. Januar | Hans Breitensträter                     | deutscher Schwergewichtsboxer                                                                                   | 74    |       |
| 31. Januar | Mahendra                                | nepalesischer Adeliger, König von Nepal                                                                         | 51    |       |
| 31. Januar | Matwei Wassiljewitsch Sacharow          | sowjetischer Offizier, zuletzt Marschall der Sowjetunion                                                        | 73    |       |
| 31. Januar | István Szelényi                         | ungarischer Pianist und Komponist                                                                               | 67    |       |
| Januar     | Auguste Gehre                           | deutsch-US-amerikanische Gerechte unter den Völkern                                                             | 73    |       |
| Januar     | Heinz Pulvermann                        | deutschamerikanischer Industrieller                                                                             | 76    |       |
| Januar     | Julius Sarkodee-Addo                    | ghanaischer Chief Justice                                                                                       | 63    |       |
| Januar     | Henry Tosseng                           | luxemburgischer Radrennfahrer                                                                                   | 71    |       |

## Februar
| Tag         | Name                                            | Beruf, bekannt als                                                                           | Alter | Beleg |
| ----------- | ----------------------------------------------- | -------------------------------------------------------------------------------------------- | ----- | ----- |
| 1. Februar  | Reinhold Dahlmann                               | deutscher Sonderschulpädagoge                                                                | 78    |       |
| 1. Februar  | Karl Grünberg                                   | deutscher Schriftsteller und Journalist                                                      | 80    |       |
| 1. Februar  | Joseph T. McNarney                              | US-amerikanischer General, Militärgouverneur in Deutschland und Unternehmer                  | 78    |       |
| 1. Februar  | Heinz Piper                                     | deutscher Schauspieler, Moderator und Synchronsprecher                                       | 63    |       |
| 1. Februar  | Maria Rajdl                                     | Opernsängerin (Sopran)                                                                       | 71    |       |
| 1. Februar  | Adolf Reidel                                    | deutscher Maler und Kunsthändler                                                             | 78    |       |
| 1. Februar  | Günther Schulze-Fielitz                         | deutscher Bauingenieur und Staatssekretär                                                    | 72    |       |
| 1. Februar  | Richard Harrison Shryock                        | US-amerikanischer Medizinhistoriker                                                          | 78    |       |
| 1. Februar  | Walther Stepp                                   | deutscher Jurist, Polizist und SS-Führer                                                     | 73    |       |
| 1. Februar  | Otto Striebeck                                  | deutscher Journalist und Politiker (SPD), MdB                                                | 77    |       |
| 1. Februar  | Paul Swan                                       | US-amerikanischer Schauspieler, Tänzer, Maler und Dichter                                    | 88    |       |
| 1. Februar  | Bertram Weiler                                  | deutscher Politiker (NSDAP), MdR                                                             | 73    |       |
| 1. Februar  | Valborg Werbeck-Svärdström                      | schwedische Sängerin und Gesangspädagogin                                                    | 92    |       |
| 2. Februar  | Natalie Clifford Barney                         | US-amerikanische Schriftstellerin und Begründerin eines Literarischen Salons                 | 95    |       |
| 2. Februar  | Arnold Hartig                                   | böhmisch-österreichischer Bildhauer und Medailleur                                           | 93    |       |
| 2. Februar  | Ernst Kühl                                      | deutscher Offizier, zuletzt Oberst sowie Kampfflieger im Zweiten Weltkrieg                   | 83    |       |
| 2. Februar  | Jessie Royce Landis                             | US-amerikanische Schauspielerin                                                              | 75    |       |
| 3. Februar  | Friedrich Behrens                               | deutscher Landwirt, Bremer Ortsamtsleiter und MdBB                                           | 74    |       |
| 3. Februar  | Albrecht Beyer                                  | deutscher lutherischer Theologe                                                              | 69    |       |
| 3. Februar  | Hein Derichsweiler                              | deutscher Bildhauer                                                                          | 74    |       |
| 3. Februar  | Guy de Gastyne                                  | französischer Filmarchitekt                                                                  | 83    |       |
| 3. Februar  | Sverre Grøner                                   | norwegischer Turner                                                                          | 81    |       |
| 3. Februar  | Fritz Harkort                                   | deutscher Volkskundler und Erzählforscher                                                    | 44    |       |
| 3. Februar  | John Litel                                      | US-amerikanischer Schauspieler                                                               | 79    |       |
| 4. Februar  | Alfonso Corradi                                 | italienischer Maler                                                                          | 82    |       |
| 4. Februar  | Walther Düvert                                  | deutscher Offizier, zuletzt Generalleutnant im Zweiten Weltkrieg                             | 78    |       |
| 4. Februar  | Albert Esser                                    | deutscher Mediziner, Augenarzt und Medizinhistoriker                                         | 87    |       |
| 4. Februar  | Charles Robert Harington                        | britischer organischer Chemiker und Biochemiker                                              | 74    |       |
| 4. Februar  | Erica Pappritz                                  | deutsche Diplomatin und Skandalautorin                                                       | 78    |       |
| 5. Februar  | Geoffrey Crowther, Baron Crowther               | britischer Ökonomie, Journalist, Pädagoge und Geschäftsmann                                  | 64    |       |
| 5. Februar  | Link Davis                                      | US-amerikanischer Country-, Rockabilly- und Cajunmusiker                                     | 57    |       |
| 5. Februar  | Friedrich Wilhelm König                         | österreichischer Archäologe und Soldat                                                       | 74    |       |
| 5. Februar  | Wilhelm Kronsbein                               | deutscher Politiker (NSDAP), MdR                                                             | 87    |       |
| 5. Februar  | Marianne Moore                                  | US-amerikanische Dichterin und Schriftstellerin der Moderne                                  | 84    |       |
| 5. Februar  | Claus Sieh                                      | deutscher Politiker (CDU), MdL, Landesminister in Schwleswig-Holstein                        | 78    |       |
| 5. Februar  | Eduard von Waldkirch                            | Schweizer Jurist, Hochschullehrer und Politiker (Republikanische Bewegung)                   | 81    |       |
| 6. Februar  | Fritz Fuchs                                     | deutscher Rechtsanwalt und Politiker der CDU                                                 | 90    |       |
| 6. Februar  | Emil Maurice                                    | deutscher Chauffeur und früher politischer Begleiter Adolf Hitlers, Politiker (NSDAP), MdR   | 75    |       |
| 6. Februar  | Boris Gawrilowitsch Schpitalny                  | sowjetischer Waffenkonstrukteur                                                              | 69    |       |
| 6. Februar  | Wilhelm Srb-Schloßbauer                         | deutscher Bildhauer                                                                          | 81    |       |
| 6. Februar  | Julian Steward                                  | US-amerikanischer Anthropologe                                                               | 70    |       |
| 6. Februar  | Llewellyn E. Thompson                           | US-amerikanischer Diplomat und Botschafter                                                   | 67    |       |
| 6. Februar  | Marcelle Verdat                                 | französische Schriftstellerin                                                                | 75    |       |
| 7. Februar  | Rudolf Guthmann                                 | Textilfabrikant, Amateurfotograf                                                             | 84    |       |
| 7. Februar  | Walter Lang                                     | US-amerikanischer Filmregisseur                                                              | 75    |       |
| 7. Februar  | Francisco de la Maza                            | mexikanischer Kunsthistoriker und -kritiker                                                  | 58    |       |
| 7. Februar  | Frank el Punto                                  | deutscher Maler und Grafikdesigner                                                           | 63    |       |
| 7. Februar  | Walter von Sanden-Guja                          | deutscher Schriftsteller, Naturforscher, Fotograf                                            | 83    |       |
| 7. Februar  | Gerhard Schacht                                 | deutscher Luftwaffenoffizier und Militärattaché                                              | 55    |       |
| 7. Februar  | Sinclair Weeks                                  | US-amerikanischer Politiker                                                                  | 78    |       |
| 7. Februar  | Hugo Wilkens                                    | deutscher Maler und Grafiker                                                                 | 84    |       |
| 8. Februar  | Frederick Bawden                                | britischer Pflanzenpathologe                                                                 | 63    |       |
| 8. Februar  | Stanley Hollis                                  | britischer Soldat und Träger des Victoria-Kreuzes                                            | 59    |       |
| 8. Februar  | Erwin Scharf                                    | österreichischstämmiger Filmarchitekt und Architekt                                          | 70    |       |
| 8. Februar  | Wilhelm Schloz                                  | deutscher Schriftsteller, Maler, Grafiker und Buch-Illustrator                               | 77    |       |
| 8. Februar  | Markos Vamvakaris                               | griechischer Sänger, Komponist und Rembetiko-Interpret                                       | 66    |       |
| 9. Februar  | Roger Allen                                     | britischer Botschafter                                                                       | 62    |       |
| 9. Februar  | Wanda Brońska-Pampuch                           | deutsch-polnische Publizistin und Übersetzerin                                               | 60    |       |
| 9. Februar  | Bella Fromm                                     | deutsch-amerikanische Journalistin                                                           | 81    |       |
| 9. Februar  | Artur Günther                                   | deutscher Filmarchitekt                                                                      | 78    |       |
| 9. Februar  | Ludvík Krejčí                                   | tschechoslowakischer General und Oberbefehlshaber der Armee                                  | 81    |       |
| 9. Februar  | Nikolai Iwanowitsch Krylow                      | sowjetischer Marschall                                                                       | 68    |       |
| 9. Februar  | George Langelaan                                | britischer Schriftsteller und Journalist                                                     | 64    |       |
| 9. Februar  | Spokes Mashiyane                                | südafrikanischer Jazzmusiker                                                                 | 39    |       |
| 9. Februar  | Phokion J. Tanos                                | zypriotischer Antiquitäten- und Kunsthändler                                                 |       |       |
| 9. Februar  | Artur Wypochowicz                               | Kommunalpolitiker, Antifaschist und Widerstandskämpfer                                       | 79    |       |
| 10. Februar | Erich Elstner                                   | deutscher Schauspieler und Regisseur                                                         | 61    |       |
| 10. Februar | Wilhelm Stülten                                 | deutscher Politiker (DP, CDU), MdL                                                           | 69    |       |
| 11. Februar | Merle Fainsod                                   | US-amerikanischer Politikwissenschaftler                                                     | 64    |       |
| 11. Februar | Rudi Gfaller                                    | österreichischer Komponist und Schauspieler                                                  | 89    |       |
| 11. Februar | Marian Hemar                                    | polnischer Satiriker                                                                         | 70    |       |
| 11. Februar | Colin MacLeod                                   | kanadisch-amerikanischer Genetiker                                                           | 63    |       |
| 11. Februar | Richard Stephanus                               | deutscher Tennisspieler, Präsident des Deutschen Tennis Bundes                               | 72    |       |
| 11. Februar | Živko Topalović                                 | jugoslawischer Sozialist und Kritiker des Kommunismus                                        | 85    |       |
| 11. Februar | Kalle Westerlund                                | finnischer Ringer                                                                            | 74    |       |
| 11. Februar | Jan Wils                                        | niederländischer Architekt                                                                   | 80    |       |
| 12. Februar | Ira W. Drew                                     | US-amerikanischer Politiker                                                                  | 93    |       |
| 12. Februar | Carl Katz                                       | deutscher Unternehmer, Vorsitzender der jüdischen Gemeinde Bremen                            | 72    |       |
| 12. Februar | Dorothy Kenyon                                  | US-amerikanische Juristin und Frauenrechtsaktivistin                                         | 83    |       |
| 12. Februar | Fritz Köhler                                    | deutscher Landschafts- und Marinemaler                                                       | 84    |       |
| 12. Februar | Zoran Rant                                      | slowenischer Maschinenbauingenieur                                                           | 67    |       |
| 13. Februar | William Lawrence Adrian                         | US-amerikanischer Geistlicher, Bischof von Nashville                                         | 88    |       |
| 13. Februar | Hermann Alfred Bendel                           | deutscher Jurist und Landrat                                                                 | 77    |       |
| 13. Februar | Johann Friedrich Jebe                           | deutscher Politiker (NSDAP), MdR                                                             | 80    |       |
| 13. Februar | Ester Textorius                                 | schwedische Schauspielerin                                                                   | 88    |       |
| 14. Februar | Ali Ben Ayed                                    | tunesischer Film- und Theaterschauspieler sowie Regisseur                                    | 41    |       |
| 14. Februar | Andreas Cervin                                  | schwedischer Turner                                                                          | 83    |       |
| 14. Februar | Erich Damerow                                   | deutscher Politiker (DDP, LDPD), MdV und Minister in Sachsen-Anhalt                          | 85    |       |
| 14. Februar | Josef Dotzauer                                  | deutscher Politiker (GB/BHE), MdL                                                            | 71    |       |
| 14. Februar | Manuel Galera                                   | spanischer Radrennfahrer                                                                     | 28    |       |
| 14. Februar | Gerhard Krüger                                  | deutscher Philosoph und Kulturwissenschaftler                                                | 70    |       |
| 14. Februar | Marinus Jan Granpré Molière                     | niederländischer Architekt und Städtebauer                                                   | 88    |       |
| 14. Februar | John R. Murdock                                 | US-amerikanischer Politiker                                                                  | 86    |       |
| 14. Februar | Melchor Rodríguez García                        | spanischer Politiker                                                                         | 78    |       |
| 14. Februar | Wilhelm Schröder                                | deutscher Politiker (SPD)                                                                    | 77    |       |
| 14. Februar | Israel Sieff, Baron Sieff                       | britischer Manager, Unternehmer, Zionist und Politiker                                       | 82    |       |
| 14. Februar | Manfred Weylandt                                | deutsches Todesopfer der Berliner Mauer                                                      | 29    |       |
| 15. Februar | Karl Brunner                                    | Schweizer Jurist und Militärschriftsteller                                                   | 75    |       |
| 15. Februar | Washington García Cal                           | uruguayischer Politiker                                                                      |       |       |
| 15. Februar | Julie Kniese                                    | deutsche Schriftstellerin                                                                    | 91    |       |
| 15. Februar | Jef Last                                        | niederländischer Dichter und Schriftsteller                                                  | 73    |       |
| 15. Februar | Edgar Snow                                      | US-amerikanischer Journalist und Chinakenner                                                 | 66    |       |
| 15. Februar | Herbert Theis                                   | deutscher Politiker (SPD)                                                                    | 65    |       |
| 16. Februar | Karl Beck                                       | österreichischer Fußballspieler                                                              | 83    |       |
| 16. Februar | Jakob Fischbacher                               | deutscher Politiker (BP), MdL                                                                | 85    |       |
| 16. Februar | Frank Porter Graham                             | US-amerikanischer Politiker                                                                  | 85    |       |
| 16. Februar | Theodor Nissl                                   | deutscher Schachkomponist                                                                    | 94    |       |
| 16. Februar | Horand Schacht                                  | deutscher Historiker und NS-Funktionär                                                       | 63    |       |
| 16. Februar | Emil Walser                                     | schweizerischer Komponist und Volksmusikant                                                  | 62    |       |
| 17. Februar | Hirabayashi Taiko                               | japanische Schriftstellerin                                                                  | 66    |       |
| 17. Februar | Gawriil Nikolajewitsch Popow                    | russischer Komponist                                                                         | 67    |       |
| 17. Februar | Martin Schröttle                                | deutscher Eishockeyspieler                                                                   | 70    |       |
| 17. Februar | Hans Surén                                      | deutscher Offizier, Buchautor und ein Vorkämpfer des Naturismus                              | 86    |       |
| 18. Februar | Erwin Hinze                                     | deutscher Politiker (SPD, SED), Oberbürgermeister von Frankfurt (Oder)                       | 62    |       |
| 19. Februar | Ulaş Bardakçı                                   | türkischer Revolutionär und Mitbegründer der Türkischen Volksbefreiungspartei-Front (THKP-C) |       |       |
| 19. Februar | Franz Karl Franchy                              | österreichischer Schriftsteller                                                              | 75    |       |
| 19. Februar | John Grierson                                   | britischer Dokumentarfilmregisseur und -produzent                                            | 73    |       |
| 19. Februar | Lothar Kunz                                     | deutscher Politiker (BdL, SdP, NSDAP, GB/BHE), MdB                                           | 79    |       |
| 19. Februar | Lee Morgan                                      | US-amerikanischer Jazz-Trompeter                                                             | 33    |       |
| 19. Februar | Jirō Yoshihara                                  | japanischer Maler                                                                            | 67    |       |
| 20. Februar | James Bracken                                   | US-amerikanischer Songwriter sowie Mitbegründer von Vee-Jay Records                          | 62    |       |
| 20. Februar | Celestino Miguel Fernández Pérez                | spanischer römisch-katholischer Ordensgeistlicher, Bischof von Santo Tomé                    | 76    |       |
| 20. Februar | Maria Goeppert-Mayer                            | deutsch-US-amerikanische Physikerin und Nobelpreisträgerin                                   | 65    |       |
| 20. Februar | Ralph S. Hurst                                  | US-amerikanischer Szenenbildner                                                              | 64    |       |
| 20. Februar | Herbert Menges                                  | englischer Dirigent und Komponist                                                            | 69    |       |
| 20. Februar | Fritz Theil                                     | deutscher Kapellmeister, Dirigent und Komponist                                              | 85    |       |
| 20. Februar | Walter Winchell                                 | US-amerikanischer Fernsehjournalist                                                          | 74    |       |
| 21. Februar | Marie Dubas                                     | französische Chansonnette                                                                    | 77    |       |
| 21. Februar | Rudolf Feichtmayer                              | österreichischer Opernsänger (Bariton)                                                       | 69    |       |
| 21. Februar | Otto Fiederling                                 | deutscher Architekt und Hochschullehrer                                                      | 79    |       |
| 21. Februar | Hermann Heimhardt                               | deutscher Verwaltungsjurist, NSDAP-Funktionär, Landrat des Kreises Meschede (1939–1941)      | 64    |       |
| 21. Februar | Bronislava Nijinska                             | polnisch-russische Tänzerin, Choreografin und Tanzpädagogin                                  | 80    |       |
| 21. Februar | Karlheinz Schmidthüs                            | deutscher Publizist, Chefredakteur sowie Herausgeber                                         | 67    |       |
| 21. Februar | Eugène Tisserant                                | französischer Geistlicher, Kardinaldekan der katholischen Kirche                             | 87    |       |
| 22. Februar | Karl Fuchs                                      | Oberbürgermeister von Bad Kissingen                                                          | 90    |       |
| 22. Februar | Paul Grüninger                                  | Schweizer Polizeihauptmann und Fußballspieler                                                | 80    |       |
| 22. Februar | Eric Johansson                                  | schwedischer Hammerwerfer                                                                    | 68    |       |
| 22. Februar | Wilhelm Köglsperger                             | deutscher Kunstschreiner, Restaurator und Holzbildhauer                                      | 84    |       |
| 22. Februar | Arthur Tanner                                   | US-amerikanischer Country-Musiker                                                            | 68    |       |
| 23. Februar | C. E. Barham                                    | US-amerikanischer Politiker                                                                  | 67    |       |
| 23. Februar | Othmar Fiebiger                                 | deutscher Lehrer; Dichter des Riesengebirgslieds                                             | 85    |       |
| 23. Februar | Robert Gascoyne-Cecil, 5. Marquess of Salisbury | britischer Politiker, Mitglied des House of Commons und Geschäftsmann                        | 78    |       |
| 23. Februar | Otto Koellreutter                               | deutscher Rechtswissenschaftler                                                              | 88    |       |
| 23. Februar | Raul Mewis                                      | deutscher Marineoffizier, zuletzt Admiral der Kriegsmarine                                   | 85    |       |
| 23. Februar | Mark Neven DuMont                               | deutscher Schriftsteller, Journalist und Fotograf                                            | 79    |       |
| 23. Februar | Mathias Sancassiani                             | luxemburgischer Boxer                                                                        | 65    |       |
| 23. Februar | Michael Taube                                   | israelischer Pianist, Dirigent und Komponist polnischer Herkunft                             | 91    |       |
| 24. Februar | Dunganon                                        | isländischer Maler, Dichter und Abenteurer                                                   | 74    |       |
| 24. Februar | Leopold Hager                                   | österreichischer römisch-katholischerAugustiner-Chorherr und Propst                          | 73    |       |
| 24. Februar | Otto Robert Hauser                              | deutsch-amerikanischer Politiker und Philanthrop                                             | 85    |       |
| 24. Februar | Wilhelm von der Heyde                           | deutscher Politiker (SPD), MdL                                                               | 86    |       |
| 24. Februar | Sven Markelius                                  | schwedischer Architekt                                                                       | 82    |       |
| 24. Februar | Werner Neugebauer                               | deutscher Politiker (SPD), MdA                                                               | 45    |       |
| 25. Februar | Alfeo Brum                                      | uruguayischer Rechtsanwalt, Politiker und Vize-Präsident                                     | 82    |       |
| 25. Februar | Gottfried Fuchs                                 | deutscher Fußballspieler                                                                     | 82    |       |
| 25. Februar | Hilma Granqvist                                 | finnische Anthropologin                                                                      | 81    |       |
| 25. Februar | Walter Herrmann                                 | deutscher Sozialpädagoge und Hochschullehrer                                                 | 75    |       |
| 25. Februar | Mehmet Leblebi                                  | türkischer Fußballspieler                                                                    | 64    |       |
| 25. Februar | Julius Olsen                                    | grönländischer Katechet, Missionar und Übersetzer                                            | 84    |       |
| 25. Februar | Pierre Overney                                  | französischer Arbeiter und Maoist, der von der Renault-Werkspolizei erschossen wurde         |       |       |
| 25. Februar | Ru Paré                                         | niederländische Malerin und Widerstandskämpferin                                             | 75    |       |
| 25. Februar | Hugo Steinhaus                                  | polnischer Mathematiker                                                                      | 85    |       |
| 25. Februar | Magnus Zeller                                   | deutscher Maler und Grafiker                                                                 | 83    |       |
| 26. Februar | Hermann Becker                                  | deutscher Flugzeugtechniker und Maler                                                        | 87    |       |
| 26. Februar | Emmy Rothziegel                                 | österreichische Kunsthandwerkerin und Malerin                                                | 75    |       |
| 26. Februar | Josef Sapir                                     | israelischer Minister für Handel und Wirtschaft in Israel                                    | 70    |       |
| 26. Februar | Margarete Tietz                                 | deutsch-amerikanische Sozialfürsorgerin, Pädagogin und Mäzenatin                             | 84    |       |
| 27. Februar | Gustav Edmund von Grunebaum                     | österreichisch-amerikanischer Arabist und Orientalist                                        | 62    |       |
| 27. Februar | Albrecht Janssen                                | deutscher Schriftsteller und Übersetzer                                                      | 86    |       |
| 27. Februar | Ivar Rooth                                      | schwedischer Bankier                                                                         | 83    |       |
| 27. Februar | Alwin Seifert                                   | deutscher Gartenarchitekt und Hochschullehrer                                                | 81    |       |
| 27. Februar | Yoshizumi Kosaburō IV.                          | japanischer Balladensänger                                                                   | 95    |       |
| 28. Februar | Victor Barna                                    | ungarischer Tischtennisspieler                                                               | 60    |       |
| 28. Februar | Fritz Nathan                                    | deutsch-schweizerischer Galerist und Kunsthändler                                            | 76    |       |
| 28. Februar | László Zechmeister                              | ungarischer Chemiker                                                                         | 82    |       |
| 28. Februar | Albert Zeyer                                    | Schweizer Architekt                                                                          | 76    |       |
| 29. Februar | Josef Blaß                                      | deutscher Ingenieur und Hochschullehrer                                                      | 70    |       |
| 29. Februar | Paul Erbe                                       | deutscher Maler                                                                              | 77    |       |
| 29. Februar | Gerda von Kries                                 | deutsche Schriftstellerin                                                                    | 70    |       |
| 29. Februar | Franz Litschauer                                | österreichischer Dirigent und Komponist                                                      | 68    |       |
| 29. Februar | Leopold Popp                                    | österreichischer Politiker (ÖVP), Landtagsabgeordneter                                       | 62    |       |
| 29. Februar | Violet Trefusis                                 | britische Schriftstellerin                                                                   | 77    |       |

## März
| Tag      | Name                                            | Beruf, bekannt als                                                                                              | Alter | Beleg |
| -------- | ----------------------------------------------- | --- | ----- | ----- |
| 1. März  | Victor Babin                                    | russisch-amerikanischer Pianist und Komponist                                                                   | 63    |       |
| 1. März  | Richard Epple                                   | deutsches Opfer der RAF-Hysterie                                                                                | 17    |       |
| 1. März  | Marianne Gründer                                | deutsche Politikerin (SPD), MdL                                                                                 | 64    |       |
| 1. März  | L. Onerva                                       | finnische Schriftstellerin                                                                                      | 89    |       |
| 1. März  | Mosche Sneh                                     | israelischer Politiker und Militär                                                                              | 63    |       |
| 1. März  | Antonio Viscardi                                | italienischer Romanist                                                                                          | 71    |       |
| 1. März  | Johannes Wiesen                                 | deutscher Ordensgeistlicher                                                                                     | 67    |       |
| 2. März  | Robert Andersson                                | schwedischer Schwimmer, Turmspringer und Wasserballspieler                                                      | 85    |       |
| 2. März  | Achille Bacher                                  | italienischer Skilangläufer                                                                                     | 71    |       |
| 2. März  | Walter Byron                                    | US-amerikanischer Schauspieler                                                                                  | 72    |       |
| 2. März  | Octavio José Calderón y Padilla                 | nicaraguanischer römisch-katholischer Geistlicher, Bischof von Matagalpa                                        | 67    |       |
| 2. März  | Jaroslavas Citavičius                           | litauischer Fußballspieler                                                                                      | 64    |       |
| 2. März  | Clifford Coffin                                 | US-amerikanischer Fotograf                                                                                      | 58    |       |
| 2. März  | Cecil C. Goldsmith                              | britischer Sprachlehrer und Generalsekretär der Internacia Esperanto-Ligo                                       | 82    |       |
| 2. März  | James B. Gordon                                 | US-amerikanischer Spezialeffektkünstler und Filmtechniker                                                       | 64    |       |
| 2. März  | Kurt Grossmann                                  | deutsch-US-amerikanischer Journalist und Publizist                                                              | 74    |       |
| 2. März  | Tatjana Lukaschewitsch                          | sowjetische Filmregisseurin und Drehbuchautorin                                                                 | 66    |       |
| 2. März  | Robert Meyn                                     | deutscher Schauspieler                                                                                          | 76    |       |
| 2. März  | Léo-Ernest Ouimet                               | kanadischer Kinodirektor, Filmverleiher und -produzent                                                          | 94    |       |
| 2. März  | Elmer Raguse                                    | US-amerikanischer Tontechniker                                                                                  | 70    |       |
| 2. März  | Horacio Rentería Rocha                          | mexikanischer Maler                                                                                             | 59    |       |
| 2. März  | Erna Sack                                       | deutsche Opernsängerin (Sopran)                                                                                 | 74    |       |
| 2. März  | Thomas Weisbecker                               | deutscher Terrorist der „Bewegung 2. Juni“                                                                      | 23    |       |
| 3. März  | Fredy Barten                                    | deutscher Film- und Fernsehschauspieler                                                                         | 80    |       |
| 3. März  | Francisco Javier Escalante Plancarte            | mexikanischer Astronom                                                                                          |       |       |
| 3. März  | Clancy Hayes                                    | US-amerikanischer Jazz-Sänger, Gitarrist und Banjospieler                                                       | 63    |       |
| 3. März  | Thomas Kendrick                                 | britischer Nachrichtendienstler                                                                                 | 90    |       |
| 3. März  | Günther Klaffenbach                             | deutscher Epigraphiker                                                                                          | 81    |       |
| 3. März  | William Sistrom                                 | britischer Filmproduzent                                                                                        | 87    |       |
| 3. März  | Harold Young                                    | US-amerikanischer Filmregisseur, Filmeditor, Theater- und Filmschauspieler                                      | 74    |       |
| 4. März  | Harold Barrowclough                             | neuseeländischer Anwalt, Generalmajor, Chief Justice von Neuseeland                                             | 77    |       |
| 4. März  | Georg Bergler                                   | deutscher Betriebswirtschaftler                                                                                 | 71    |       |
| 4. März  | Richard Church                                  | britischer Journalist und realistischer Schriftsteller                                                          | 78    |       |
| 4. März  | Luise Kornsand                                  | deutsch-amerikanische Malerin                                                                                   | 95    |       |
| 4. März  | Enrico Morpurgo                                 | italienischer Autor, Romanist, Italianist, Kunsthistoriker und Historiker der Zeitmessung, der in den Nieder... | 77    |       |
| 4. März  | Ignaz Roth                                      | deutscher Politiker (SPD), MdL, Oberbürgermeister                                                               | 78    |       |
| 5. März  | Helen Crabb                                     | neuseeländische Malerin, Zeichnerin und Kunstlehrerin                                                           | 80    |       |
| 5. März  | Alfred Haase                                    | deutscher Jurist und Vorstandsvorsitzender der Allianz Versicherungs-AG                                         | 68    |       |
| 5. März  | Helmut Körnig                                   | deutscher Leichtathlet                                                                                          | 66    |       |
| 5. März  | Arsen Mekokischwili                             | sowjetisch-georgischer Ringer                                                                                   | 59    |       |
| 5. März  | Carl M. Weideman                                | US-amerikanischer Politiker                                                                                     | 74    |       |
| 6. März  | Ja’akov Herzog                                  | israelischer Diplomat                                                                                           | 50    |       |
| 6. März  | Karl Jordan                                     | deutscher Zoologe und Turner                                                                                    | 83    |       |
| 6. März  | Eduard Kern                                     | deutscher Jurist und Hochschullehrer                                                                            | 84    |       |
| 6. März  | Erwin Meyer                                     | deutscher Physiker                                                                                              | 72    |       |
| 06. März | August Rüegg                                    | Schweizer Klassischer Philologe                                                                                 | 89    |       |
| 6. März  | Fritz Stolze                                    | deutscher Wasserballspieler                                                                                     | 61    |       |
| 6. März  | Anne Zernike                                    | niederländische mennonitische Theologin                                                                         | 84    |       |
| 7. März  | Arthur Degner                                   | deutscher Maler und Grafiker                                                                                    | 84    |       |
| 7. März  | Otto Griebel                                    | deutscher Maler                                                                                                 | 76    |       |
| 7. März  | Otto Jírovec                                    | tschechischer Mikrobiologe                                                                                      | 65    |       |
| 7. März  | Ernst Meyer                                     | deutscher Versicherungsjurist und -manager                                                                      | 64    |       |
| 7. März  | Karl Neubuerger                                 | deutsch-US-amerikanischer Neuropathologe                                                                        | 82    |       |
| 7. März  | William P. Pilgeram                             | US-amerikanischer Politiker                                                                                     | 81    |       |
| 7. März  | Lilly von Sauter                                | österreichische Dichterin, Lyrikerin und Übersetzerin                                                           | 58    |       |
| 7. März  | Klaus Schulze                                   | deutsches Todesopfer der Berliner Mauer                                                                         | 19    |       |
| 7. März  | Arnold Verhoff                                  | deutscher Politiker der CDU                                                                                     | 82    |       |
| 7. März  | Hans Vogts                                      | deutscher Architekt und Denkmalpfleger, Konservator der Stadt Köln                                              | 88    |       |
| 7. März  | Erich Weiher                                    | deutscher Schauspieler und Hörspielsprecher                                                                     | 78    |       |
| 7. März  | Jan Weiss                                       | tschechischer Schriftsteller                                                                                    | 79    |       |
| 8. März  | Erich von dem Bach-Zelewski                     | deutscher SS-Obergruppenführer und Politiker (NSDAP), MdR                                                       | 73    |       |
| 8. März  | Joseph H. Ballew                                | US-amerikanischer Politiker                                                                                     | 85    |       |
| 8. März  | Hellmuth Bieneck                                | deutscher Offizier, zuletzt General der Flieger im Zweiten Weltkrieg                                            | 84    |       |
| 8. März  | Robert Dinesen                                  | dänischer Filmregisseur                                                                                         | 97    |       |
| 8. März  | Carlos Luis Geromini                            | honduranischer römisch-katholischer Geistlicher                                                                 | 65    |       |
| 8. März  | Hans Insenhöfer                                 | deutscher Fleischer und Senator (Bayern)                                                                        | 64    |       |
| 8. März  | Erich Küchler                                   | deutscher Kameramann                                                                                            | 59    |       |
| 8. März  | Ernst Langheinz                                 | deutscher Theaterschauspieler                                                                                   | 77    |       |
| 8. März  | Väinö Leskinen                                  | finnischer Politiker                                                                                            | 55    |       |
| 8. März  | Theodor Meyer                                   | deutscher Mathematiker, Physiker und Lehrer                                                                     | 89    |       |
| 8. März  | Damodaram Sanjivayya                            | indischer Politiker                                                                                             | 51    |       |
| 8. März  | Willi Schmidt                                   | deutscher SA-Führer                                                                                             | 64    |       |
| 8. März  | Barbara von Treskow                             | deutsche Journalistin, Frauenrechtlerin                                                                         | 77    |       |
| 8. März  | Mell G. Underwood                               | US-amerikanischer Jurist und Politiker                                                                          | 80    |       |
| 8. März  | Florian Vetsch                                  | Schweizer Nationalrat und Regierungsrat                                                                         | 50    |       |
| 9. März  | Paul Anderson                                   | deutscher Journalist                                                                                            | 63    |       |
| 9. März  | Frieda Haller                                   | deutsche Politikerin (SPD, SED)                                                                                 | 83    |       |
| 9. März  | Carl Heimbs                                     | deutscher Kaufmann und Politiker                                                                                | 93    |       |
| 9. März  | Wolf-Dietrich von Kurnatowski                   | deutscher Kirchenrechtler und Pfarrer der Christengemeinschaft                                                  | 63    |       |
| 9. März  | Basil O’Connor                                  | US-amerikanischer Rechtsanwalt und Philanthrop                                                                  | 80    |       |
| 9. März  | Josef Graf von Soden-Fraunhofen                 | deutscher Jurist, Diplomat und Politiker                                                                        | 88    |       |
| 10. März | Hans Bachem                                     | deutscher Organist und Hochschullehrer                                                                          | 75    |       |
| 10. März | Ernst Müller                                    | deutscher Archivar und Politiker                                                                                | 77    |       |
| 10. März | James William Trimble                           | US-amerikanischer Politiker                                                                                     | 78    |       |
| 11. März | Martin Blank                                    | deutscher Politiker (FDP, FVP, DP), MdB, MdEP                                                                   | 75    |       |
| 11. März | Fredric Brown                                   | US-amerikanischer Krimi- und Science-Fiction-Schriftsteller                                                     | 65    |       |
| 11. März | Sue S. Dauser                                   | US-amerikanische Krankenschwester und Superintendent Navy Nurse Corps der US Navy                               | 83    |       |
| 11. März | Guido Fischer                                   | Schweizer Maler, Zeichner, Grafiker und Glasmaler                                                               | 70    |       |
| 11. März | Ferdinand Friedensburg                          | deutscher Politiker (DDP, CDU), MdB, MdEP                                                                       | 85    |       |
| 11. März | Eugene Gilbride                                 | irischer Politiker                                                                                              | 79    |       |
| 11. März | Karl Nastelski                                  | deutscher Richter am Bundesgerichtshof                                                                          | 72    |       |
| 11. März | Leon Sacks                                      | US-amerikanischer Politiker                                                                                     | 69    |       |
| 11. März | John Spencer-Churchill, 10. Duke of Marlborough | britischer Adeliger                                                                                             | 74    |       |
| 12. März | Emil Ferstl                                     | deutscher Musiker, Komponist und Filmkomponist                                                                  | 68    |       |
| 12. März | Wassili Grigorjewitsch Fessenkow                | russischer Astronom und Hochschullehrer                                                                         | 83    |       |
| 12. März | Charles Goulet                                  | kanadischer Sänger und Chorleiter                                                                               | 69    |       |
| 12. März | Louis Mordell                                   | US-amerikanischer Mathematiker                                                                                  | 84    |       |
| 12. März | Feodora von Sachsen-Meiningen                   | Großherzogin von Sachsen                                                                                        | 81    |       |
| 12. März | Jacob Selzer                                    | deutscher Politiker (FDP), MdL Rheinland-Pfalz                                                                  | 84    |       |
| 12. März | Erich Stange                                    | deutscher evangelischer Theologe                                                                                | 83    |       |
| 12. März | David Talbot Rice                               | britischer Kunsthistoriker und Byzantinist                                                                      | 68    |       |
| 12. März | Alfred Trollip                                  | südafrikanischer Politiker                                                                                      | 76    |       |
| 13. März | Rudolf Bamler                                   | deutscher Offizier, Generalleutnant im Zweiten Weltkrieg und Generalmajor der DDR                               | 75    |       |
| 13. März | Ernst Gaste                                     | deutscher Eiskunstläufer                                                                                        | 73    |       |
| 13. März | Hans von Geisau                                 | deutscher Altphilologe und Gymnasiallehrer                                                                      | 82    |       |
| 13. März | Hermann Gienke                                  | deutscher Politiker (SPD), Mitglied der Bremischen Bürgerschaft                                                 | 78    |       |
| 13. März | Tony Ray-Jones                                  | britischer Fotograf                                                                                             | 30    |       |
| 13. März | Ernesto Segura                                  | argentinischer Geistlicher, römisch-katholischer Weihbischof in Buenos Aires                                    | 57    |       |
| 14. März | Alfred Balcke                                   | deutscher Politiker (SPD), MdBB, Bremer Senator                                                                 | 77    |       |
| 14. März | Norman Cohn-Armitage                            | US-amerikanischer Säbelfechter                                                                                  | 65    |       |
| 14. März | Giangiacomo Feltrinelli                         | italienischer Verleger                                                                                          | 45    |       |
| 14. März | Len Ford                                        | US-amerikanischer American-Football-Spieler und Unternehmer                                                     | 46    |       |
| 14. März | Gottwalt Christian Hirsch                       | deutscher Zytologe                                                                                              | 83    |       |
| 14. März | Linda Jones                                     | US-amerikanische Soul-Sängerin                                                                                  | 28    |       |
| 15. März | Nicolò Carandini                                | italienischer Politiker und Diplomat                                                                            | 75    |       |
| 15. März | Franz Josef Kohl-Weigand                        | deutscher Unternehmer, Kunstsammler und Mäzen                                                                   | 71    |       |
| 15. März | Alexander Iwanowitsch Laktionow                 | russischer Künstler                                                                                             | 61    |       |
| 15. März | Philipp Lersch                                  | deutscher Psychologe                                                                                            | 73    |       |
| 16. März | Robert Braun                                    | österreichischer Schriftsteller und Bibliothekar                                                                | 76    |       |
| 16. März | Heinz Hanus                                     | österreichischer Spielfilmregisseur, Drehbuchautor und Schauspieler                                             | 89    |       |
| 16. März | Anton Hockelmann                                | deutscher Spengler und Installateur                                                                             | 68    |       |
| 16. März | Gustav Rauterberg                               | deutscher evangelischer Geistlicher und Autor                                                                   | 79    |       |
| 16. März | Chandraprava Saikiani                           | indische Freiheitskämpferin, Aktivistin, Schriftstellerin und Sozialreformerin                                  | 71    |       |
| 16. März | Ulrich Sander                                   | deutscher Autor und Maler                                                                                       | 79    |       |
| 17. März | Francisco Javier Aguilar González               | mexikanischer Botschafter                                                                                       |       |       |
| 17. März | Adolphe Bousquet                                | französischer Rugby-Union-Spieler                                                                               | 72    |       |
| 17. März | György Hajós                                    | ungarischer Mathematiker                                                                                        | 60    |       |
| 17. März | Bruno Markwardt                                 | deutscher Germanist und Literaturwissenschaftler                                                                | 72    |       |
| 17. März | Helmuth Schneider                               | deutscher Schauspieler                                                                                          | 51    |       |
| 17. März | Henri-Louis Wakker                              | Schweizer Bankier und Immobilienunternehmer                                                                     | 96    |       |
| 18. März | Hermann Conrad                                  | deutscher Rechtshistoriker                                                                                      | 67    |       |
| 18. März | Gerhart Enders                                  | deutscher Historiker und Archivar                                                                               | 47    |       |
| 18. März | Siegmund Fischel                                | deutscher Landesverbandsvorsitzender der Jüdischen Gemeinden von Niedersachsen                                  | 63    |       |
| 18. März | Hermann Gartmann                                | deutscher Generalmajor der Nationalen Volksarmee der DDR                                                        | 65    |       |
| 18. März | Elisabeth Gerdts-Rupp                           | deutsche Juristin, Lyrikerin und Ethnologin                                                                     | 83    |       |
| 18. März | Hellmuth Heyden                                 | deutscher Theologe und Kirchenhistoriker                                                                        | 79    |       |
| 18. März | Cedar Paul                                      | britische Übersetzerin                                                                                          |       |       |
| 19. März | Paul Braess                                     | deutscher Ökonom, Professor für Versicherungswissenschaft                                                       | 67    |       |
| 19. März | Roberto Crippa                                  | italienischer Maler                                                                                             | 50    |       |
| 19. März | Gerhard Heid                                    | deutscher Fußballtrainer                                                                                        | 35    |       |
| 19. März | Sascha Jacobsen                                 | US-amerikanischer Geiger und Musikpädagoge                                                                      | 76    |       |
| 19. März | Ruben Josefson                                  | schwedischer Erzbischof                                                                                         | 64    |       |
| 19. März | Wilhelm Jürgensen                               | deutscher Politiker (SHB), MdL                                                                                  | 69    |       |
| 19. März | Karl Franz Klinke                               | deutscher Kinderarzt und Hochschullehrer                                                                        | 74    |       |
| 19. März | Albert Mannheimer                               | US-amerikanischer Drehbuchautor                                                                                 | 59    |       |
| 19. März | John Quincy Stewart                             | US-amerikanischer Astrophysiker                                                                                 | 77    |       |
| 19. März | Henri Villat                                    | französischer Mathematiker                                                                                      | 92    |       |
| 20. März | Peter Marius Andersen                           | dänischer Fußballspieler                                                                                        | 86    |       |
| 20. März | Gerard Bosch van Drakestein                     | niederländischer Radrennfahrer                                                                                  | 84    |       |
| 20. März | Laurent Casanova                                | französischer Politiker, Mitglied der Nationalversammlung und Mitglied der Résistance                           | 65    |       |
| 20. März | Josef Dobner                                    | österreichischer Bildhauer                                                                                      | 73    |       |
| 20. März | Karl Hennemann                                  | deutscher Landschaftsmaler, Grafiker und Holzschneider                                                          | 87    |       |
| 20. März | Heinz Kotthaus                                  | deutscher Politiker (CDU) und Oberbürgermeister, Oberstudiendirektor                                            | 55    |       |
| 20. März | Georgi Michailowitsch Lissizyn                  | sowjetischer Schachspieler                                                                                      | 62    |       |
| 20. März | Marilyn Maxwell                                 | US-amerikanische Schauspielerin                                                                                 | 50    |       |
| 20. März | Curt Proskauer                                  | deutschamerikanischer Zahnarzt und Medizinhistoriker                                                            | 84    |       |
| 20. März | Hans Friedrich Rohner                           | Schweizer Maler                                                                                                 | 73    |       |
| 21. März | Walther Reichling                               | deutscher Augenarzt                                                                                             | 77    |       |
| 21. März | Laurenz Schmedding                              | deutscher katholischer Geistlicher und im KZ Dachau inhaftiert                                                  | 77    |       |
| 22. März | Hans Eckhardt                                   | deutscher Polizist, Mordopfer der Terrororganisation RAF                                                        | 50    |       |
| 22. März | Ernst Leffmann                                  | deutsch-niederländischer Jurist und Fabrikant                                                                   | 72    |       |
| 22. März | Martin Simmen                                   | Schweizer Pädagoge und Seminarlehrer, Redaktor des Schweizerischen Lehrerzeitung                                | 84    |       |
| 23. März | Cristóbal Balenciaga                            | spanischer Modedesigner der Haute Couture                                                                       | 77    |       |
| 23. März | Emma Ritter                                     | deutsche Malerin des Expressionismus                                                                            | 93    |       |
| 23. März | Jean Washer                                     | belgischer Tennisspieler                                                                                        | 77    |       |
| 24. März | Rudolf von Erffa                                | deutscher Verwaltungsbeamter und Rittergutsbesitzer                                                             | 90    |       |
| 25. März | Otto Beßler                                     | deutscher Apotheker und Professor für Pharmakognosie                                                            | 63    |       |
| 25. März | Frank Ludlow                                    | englischer Botaniker und Himalaya-Forscher                                                                      | 86    |       |
| 26. März | Robert Eberwein                                 | deutscher Maler, Grafiker und Illustrator                                                                       | 63    |       |
| 26. März | Will Küpper                                     | deutscher Maler                                                                                                 | 78    |       |
| 26. März | Robert Lindig                                   | deutscher Politiker (SPD), MdL Bayern und Bürgermeister                                                         | 77    |       |
| 26. März | Charlotte Müller                                | deutsche Reformpädagogin, Publizistin, Schuldirektorin in Berlin                                                | 78    |       |
| 26. März | Oskar Rescher                                   | deutsch-türkischer Arabist und Turkologe                                                                        | 88    |       |
| 26. März | Victor Schulte                                  | deutscher Maler des Expressionismus                                                                             | 84    |       |
| 26. März | Bernhard Sturtzkopf                             | deutscher Architekt                                                                                             | 71    |       |
| 26. März | Otto Weinreich                                  | deutscher Klassischer Philologe                                                                                 | 86    |       |
| 26. März | Scottie Wilson                                  | schottischer Zeichner                                                                                           |       |       |
| 26. März | Xie Fuzhi                                       | chinesischer Politiker und General                                                                              |       |       |
| 27. März | Mario Agrifoglio                                | italienischer Maler und Bildhauer                                                                               | 94    |       |
| 27. März | Sharkey Bonano                                  | US-amerikanischer Jazz-Trompeter                                                                                | 67    |       |
| 27. März | Erich Buchwald-Zinnwald                         | deutscher Landschaftsmaler und Holzschneider                                                                    | 87    |       |
| 27. März | M. C. Escher                                    | niederländischer Künstler und Grafiker                                                                          | 73    |       |
| 27. März | Ricco                                           | Schweizer Maler                                                                                                 | 56    |       |
| 27. März | Raimund Schelcher                               | deutscher Schauspieler                                                                                          | 62    |       |
| 27. März | Alfred Siegfried                                | Schweizer Lehrer und Verantwortlicher des rassehygienischen Kinderhilfswerks Kinder der Landstrasse der Stif... | 82    |       |
| 27. März | Lorenzo Wright                                  | US-amerikanischer Weitspringer und Sprinter                                                                     | 45    |       |
| 28. März | Kurt Baluses                                    | deutscher Fußballspieler und -trainer                                                                           | 57    |       |
| 28. März | Louis E. Denfeld                                | Admiral der US Navy                                                                                             | 80    |       |
| 28. März | Karl Fischer                                    | deutscher Schriftsteller, Pfarrer und Politiker (CDU), MdV                                                      | 71    |       |
| 28. März | Ruwim Issajewitsch Frajerman                    | sowjetischer Schriftsteller                                                                                     | 80    |       |
| 28. März | Ernst Geitlinger                                | deutscher Maler                                                                                                 | 77    |       |
| 28. März | Joseph Paul-Boncour                             | französischer Politiker (SFIO, PRS)                                                                             | 98    |       |
| 28. März | Alice Pruvot-Fol                                | französische Malakologin                                                                                        | 98    |       |
| 28. März | Hans Simons                                     | deutscher Jurist, Verwaltungsbeamter und Politikwissenschaftler                                                 | 78    |       |
| 28. März | Kurt Unger                                      | deutscher Politiker (NSDAP), MdL                                                                                | 70    |       |
| 29. März | Antonio Bevilacqua                              | italienischer Radrennfahrer                                                                                     | 53    |       |
| 29. März | Ludvig Dam                                      | dänischer Schwimmer                                                                                             | 88    |       |
| 29. März | Fritz Gräßler                                   | deutscher Politiker (SPD), MdL                                                                                  | 67    |       |
| 29. März | Iwan Ohijenko                                   | ukrainischer Linguist, Ethnograph, Historiker, Universitätsrektor, Politiker, ukrainisch-orthodoxer Metropol... | 90    |       |
| 29. März | J. Arthur Rank                                  | britischer Filmproduzent                                                                                        | 83    |       |
| 30. März | Thomas Donald Carter                            | US-amerikanischer Zoologe                                                                                       | 79    |       |
| 30. März | Mahir Çayan                                     | türkischer Revolutionär und Mitbegründer der Türkischen Volksbefreiungspartei-Front (THKP-C)                    | 26    |       |
| 30. März | Walter Eilers                                   | deutscher Komponist                                                                                             | 76    |       |
| 30. März | August Franzen                                  | deutscher katholischer Kirchenhistoriker und Priester des Erzbistums Köln                                       | 60    |       |
| 30. März | Eugen Senge-Platten                             | deutscher Künstler, Maler, Bildhauer                                                                            | 81    |       |
| 30. März | Otto Stampfli                                   | Schweizer Politiker                                                                                             | 77    |       |
| 31. März | Bertel Dahlgaard                                | dänischer Politiker (Radikale Venstre)                                                                          | 84    |       |
| 31. März | Ramon Iglésias Navarri                          | Bischof von Urgell und Kofürst von Andorra                                                                      | 83    |       |
| 31. März | Meena Kumari                                    | indische Filmschauspielerin                                                                                     | 39    |       |
| 31. März | Pierre Langlois                                 | französischer Boxer                                                                                             | 47    |       |
| 31. März | Hana Mašková                                    | tschechische Eiskunstläuferin                                                                                   | 22    |       |
| 31. März | Giuseppe Pace                                   | maltesischer römisch-katholischer Geistlicher und Bischof von Gozo                                              | 81    |       |
| 31. März | Fridolin Solleder                               | bayerischer Archivar                                                                                            | 85    |       |